# Heymann Ignác
Heymann Ignác (Karánsebes, Krassó-Szörény megye, 1765. január 17. – Trieszt, 1815. február 19.) postaigazgató, térképész.

## Élete
Hétéves korában szüleivel Milánóba költözött és ott nyerte kiképeztetését az akkori jezsuita-kollégiumban. 1784-ben utazott Rómába s Nápolyba, azután vissza Velencébe s Görzbe, ahová 1875 végén érkezett meg és 1786-ban az ottani adóvégrehajtó bizottságnál és 1787-ben a császári és királyi postaigazgatóságnál gyakornokoskodott. 1791-ben mint postatiszt a trieszti főpostaigazgatósághoz nevezték ki. Ekkor kezdte meg és kitartással folytatta kartográfiai s földleírási munkáit. 
1803. szeptember 25-én a polgári nagy arany érdem láncot kapta; ezenkívül az orosz cár 1801-ben gyémánt gyűrűt, a porosz király pedig 30 aranyat küldött neki. 1811-ben saját kérelmére nyugdíjba helyezték, mikor a császári és királyi tanácsosi címet elnyerte.

## Munkái
- Nouvelle Carte des Postes de toute la Lambardie avec une partie des Provinces limithropes. Triest, 1796.
- Postkarte von Oesterreich ob und unter den Enns; von Steyermark; von Kärthen; von Krain; vom venetianischen Friaul; von Görz und Gradisca nebst Triest; von Tyrol; vom Bissthum Triszt. Triest, 1797. (Nyolcz térkép)
- Italia sive tutte le grandi e picciole Sovranita e Republiche d'Italia divise nei nuovi loro confini, compresse le strade publiche, le stazioni di posta e loro distanze. Triest, 1798. (Négy imperial iven; újabb kiadásai, új metszéssel 1802. és 1806-ban.)
- Postkarte von Deutschland. der Schweiz und Holland, sammt einen Theil von Frankreich, Preussen und Italien. Triest, 1800. (2. bőv. kiadása Triest, 1806.)

Még egy rézmetszetet adott ki: Ansicht der Stadt und des Freihafens von Triest c. 1802-ben.